# Herrschaft Mortagne
Die Herrschaft Mortagne war ein Lehen an der Nordostseite der Gironde. Ihr Zentrum war Mortagne-sur-Gironde. Die Herren von Mortagne trugen den Titel Prince de Mortagne.
Die Herrschaft Mortagne ist zu unterscheiden u. a. von der Grafschaft Mortagne (die in der Grafschaft Le Perche aufging) und der Châtellenie Mortagne-du-Nord bei Valenciennes.

## Geschichte
Die Herrschaft Mortagne gehörte den Vicomtes d’Aunay. Marguerite de Mortagne, Tochter und Erbin von Pons, Vicomte d'Aunay, Seigneur de Mortagne, heiratete Jean de Clermont aus dem Beauvaisis, Marschall von Frankreich, der 1356 in der Schlacht von Poitiers getötet wurde. Louise de Clermont, ihre Enkelin und Erbin, heiratete François de Montberon.
Charles de Coëtivy wurde 1487 als Fürst von Mortagne bezeichnet; Louise, seine einzige Tochter, übertrug dieses Fürstentum an Charles de la Trémoille, Fürst von Talmont.
Jacques de Goyon, Sire de Matignon, Maréchal de France, Prince de Mortagne († 1598), verkaufte Mortagne an Antoine de Loménie von dem es der Kardinal Richelieu erwarb, der es in seinem Testament vom 23. Mai 1642 seinem Großneffen hinterließ.

## Liste der Fürsten von Mortagne
- Renaud III. de Pons († 1272), Sire de Pons, de Bergerac, de Gensac, de Mortagne et de Martel; ⚭ Marguerite de Bergerac genannt de Turenne, Dame de Bergerac etc., Erbtochter von Hélie Rudel, Sire de Bergerac
  - Geoffroi de Pons († 1314/17), 1290 Seigneur de Ribérac, Vizegraf von Turenne-en-Partie und Carlat, deren Sohn; ⚭ Isabelle de Rodez, Vicomtesse de Carlat, Tochter von Henri II., Graf von Rodez
  - Renaud IV. de Pons (X 1356), Seigneur de Blaye, de Ribérac, d’Épluches, de Virouil etc., 1317 Vizegraf von Turenne-en-partie, 1325 Vicomte de Carlat, 1322/24 Sire de Pons et de Bergerac, deren Sohn; ⚭ Jeanne d’Albret, Tochter von Amanieu VII., Seigneur d’Albret, (Haus Albret)
- Marguerite de Pons († 1354/58), deren Tochter; ⚭ (1) 1328 Pons de Mortagne, Vicomte d’Aunay; ⚭ (2) Guy de Baucay; ⚭ (3) Aimeric genannt Eschivat, Prince de Chabanais, (Haus Rochechouart); ⚭ (4) Pierre de Craon genannt de la Suze, Seigneur de La Suze et d’Ingrande († 1376), (Haus Craon)
- Marguerite de Mortagne († 1385), Vicomtesse d’Aunay, Dame de Mortagne etc., deren Tochter; ⚭ Jean de Clermont (X 1356 in der Schlacht von Poitiers), Marschall von Frankreich (Haus Clermont)
- Jean II. de Clermont († 1400), Vicomte d‘Aunay, Seigneur de Mortagne, deren Sohn; ⚭ Eleonore de Périgord, Tochter von Archambaud V., Graf von Périgord (Haus Périgord)
- Louise de Clermont († vor 1468), deren Tochter; ⚭ 25. Mai 1403 François de Montberon († kurz nach 1470), Sire et Baron de Montberon, de Maulévrier, d’Avoir etc., Sohn von Jacques de Montberon, Marschall von Frankreich, und Marie de Maulévrier
- Guichard de Montberon, 1447/87 bezeugt, Seigneur d’Avoir, de Grésigné, de Chappe et de Mortagne, deren Sohn; ⚭ Catherine Martel, Tochter von Louis Martel, Seigneur de Beaumont-Pied-de-Bœuf, und Marie de La Tour-Landry
- Antoine de Montberon († 1529), Seigneur de Mortagne, deren Sohn; ⚭ Jeanne Lhermite
- Adrien de Montberon (1519–1536), deren Sohn, Prince de Mortagne

- Charles de Coëtivy, bezeichnet sich 1487 als Prince de Mortagne sur Gironde, Sohn von Olivier de Coëtivy und Marguerite, Bâtarde de Valois (Haus Coëtivy); ⚭ Jeanne d’Orléans, († 1520), Tochter von Jean d’Orléans, Graf von Angoulême und Périgord, und Marguerite de Rohan (Haus Valois-Orléans)
- Louise de Coëtivy († 1553), Comtesse de Taillebourg, Princesse de Mortagne, deren Tochter; ⚭ 1501 Charles de la Trémoille (X 1515), Prince de Talmond et de Mortagne, Comte de Taillebourg, keine Nachkommen (Haus La Trémoille)
- Marguerite de Coëtivy, deren Tante; ⚭ François I. de Pons, † 1504, Vicomte de Turenne-en-partie, Prince de Mortagne-en-partie:

- Jacques II. de Goÿon de Matignon (1525–1598), Marschall von Frankreich, verkauft Mortagne an Antoine de Loménie; ⚭ Françoise de Daillon (1538–nach 1568), Tochter von Jean III. de Daillon, Comte du Lude, und Anne de Batarnay
- Charles de Goÿon de Matignon († 1648), Seigneur de Matignon, Comte de Thorigny, Baron de Saint-Lô, Prince de Mortagne, deren Sohn; ⚭ Eléonore d’Orléans, Tochter von Léonor d’Orléans, Herzog von Longueville
  - François de Goÿon de Matignon († 1675), Seigneur de Matignon, Comte de Thorigny, de Gacé, Marquis de Lonray, deren Sohn; ⚭ Anne, Tochter von Claude Malon, Seigneur de Bercy († 1688)
  - Henri de Goÿon de Matignon († 1681), Seigneur de Matignon, Comte de Thorigny, deren Sohn; ⚭ Marie Françoise Dame de La Luthumière, Tochter von François, Seigneur de La Luthumiére
  - Catherine-Thérèse de Goÿon de Matignon († 1699); ⚭ (1) Jean-Baptiste Colbert, Marquis de Seignelay († 1690) (Haus Colbert); ⚭ II Charles de Lorraine, (1648–1708), Comte de Marsan, Sire de Pons, Prince de Mortagne (Haus Guise) (siehe unten)

- César d’Albret († 1676), Sire de Pons, Prince de Mortagne, Marschall von Frankreich; ⚭ Madeleine de Guénégaud, Tochter von Gabriel de Guénégaud, Seigneur du Plessis-Belleville, und Marie de la Croix de Plancy, Vicomtesse de Semoine
- Marie d’Albret (1650–1692), deren Tochter; ⚭ (1) 1662 Charles Amanieu d’Albret († 1678), Sire de Pons, Comte de Marennes; ⚭ (2) 1683 Charles de Lorraine (1648–1708), Comte de Marsan, Sire de Pons, Prince de Mortagne († 1708) (siehe oben)
- Charles Louis de Lorraine (1696–1755), Comte de Marsan (1708), Prince de Mortagne, deren Sohn; ⚭ 1714 Elisabeth de Roquelaure (1696/9–1752), Tochter von  Antoine-Gaston de Roquelaure, 2. Herzog von Roquelaure, Pair de France, Marschall von Frankreich, und Marie-Louise de Montmorency-Laval

- Antoine de Loménie, Herr von Mortagne († 1638), verkauft Mortagne an Kardinal Richelieu
- Kardinal Richelieu vererbt Mortagne 1642 an seinen Großneffen
- Armand Jean de Vignerot du Plessis (1629–1715), Duc de Richelieu, Duc de Fronsac, Prince de Mortagne; ⚭ 1684 Anne, Tochter von Jean d'Acigné, Comte de Grandbois († 1698)
- Louis François Armand de Vignerot du Plessis (1696–1788), Duc de Richelieu, Duc de Fronsac, Prince de Mortagne, deren Sohn; ⚭ 1734 Elisabeth d’Harcourt, († 1740), Tochter von Anne, Comte d'Harcourt (Haus Harcourt)
- Louis Antoine de Vignerot du Plessis (1736–1791), Duc de Richelieu, Duc de Fronsac, Prince de Mortagne, deren Sohn; ⚭ 1764 Adélaïde de Hautefort, Tochter von Emmanuel, Marquis de Hautefort
- Armand Emmanuel du Plessis (1766–1822), Duc de Richelieu, Duc de Fronsac, Prince de Mortagne; ⚭ Rosalie de Rochechouart, Tochter von Aimeric de Rochechouart, Comte de Faudoas (Haus Rochechouart)